# سعد نديم
سعد نديم (من مواليد 17 فبراير 1920 والمُتوفى في 11 مارس 1980) هو مخرج أفلام وثائقية مصري، يعتبره الكثير من رواد السينما الوثائقية في مصر والعالم العربي.

## النشأة
وُلد سعد في 19 فبراير 1920 في بولاق إحدى ضواحي القاهرة القديمة بعد فترة وجيزة من الثورة المصرية عام 1919، مما دفع والده لتسميته على اسم زعيم تلك الثورة سعد زغلول، الذي كان شخصية ملهمة في المشهد السياسي في مصر في ذلك الوقت.

## التعليم
التحق سعد بمدرسة "الفاروق" إحدى البقاع الثائرة التي انطلقت منها المظاهرات ضد الاستعمار والقمع والامتيازات الأجنبية. فُصل سعد من المدرسة عدة مرات بسبب التحريض على التظاهر وأنهى في النهاية المدرسة الثانوية والتحق بكلية الحقوق بجامعة القاهرة عام 1939.
لم يكن الشاب سعد مولعًا بالطبيعة الأكاديمية لدراسته في كلية الحقوق، فقرر ترك دراسته في القانون. تأثر بشدة بكتاب بول روثا الفيلم الوثائقي والذي كان له فيما بعد تأثير كبير على مسيرته المهنية في السنوات التالية، وهو كتاب اقترضه من ابن عمه وشريكه في العمل المخرج صلاح أبو سيف.
انضم نديم المفتون بعالم السينما الوثائقية إلى مؤسسة السينما في عام 1944 حيث تطور شغفه بالأفلام الوثائقية مما أدى إلى مسيرة طويلة ومزدهرة في صناعة الأفلام الوثائقية.

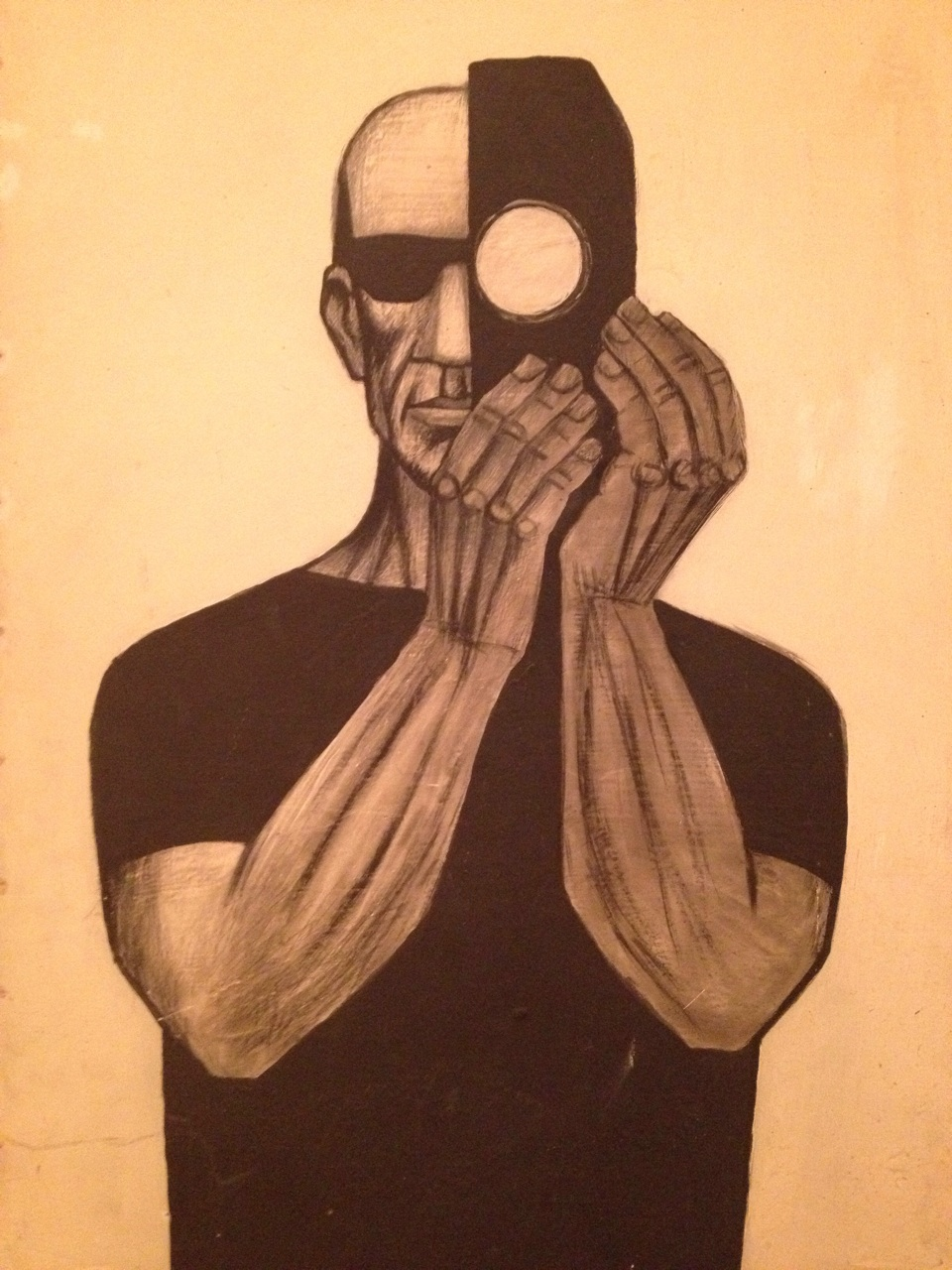
صورة لسعد نديم للفنان الكرواتي هانز ليسجاك.

## عمله
ذهب سعد في صيف عام 1944 إلى ستوديو مصر ليبدأ وظيفته الأولى كمساعد تحرير في قسم المونتاج، والذي كان يرأسه ابن عمه صلاح أبو سيف. وسرعان ما وقع في حب الوظيفة لأنها تناسب ميله الفني وكذلك اختياره الشخصي. تعلم أن ترتيب اللقطات هو أحد أهم مراحل صناعة الفيلم، وأنه حتى لو كان لدى المخرج عمل ضعيف، فيجب عليه نقله عن طريق قص وحذف وتعديل الإيقاع إلى قطعة فنية متماسكة وجذابة.
عمل نديم مساعدًا لرئيس قسم المونتاج صلاح أبو سيف في العديد من الأفلام الروائية واستفاد حقًا من تجربة فيلم سيف الجلاد، الذي شارك فيه بقطع وترتيب لقطة تلو الأخرى، وكانت النتيجة أن معظم النقاد أشادوا بمونتاج الفيلم عندما عُرضه في مهرجان كان السينمائي في عام 1946.
أُتيحت له الفرصة بعد أقل من عام من عمله في قسم المونتاج للعمل في أول عمل تحريري منفرد له في فيلم "دنيا" للمخرج محمد كريم تقديراً لقدراته. شارك بعد ذلك لأكثر من ربع قرن في التصوير الوثائقي كمخرج وكاتب سيناريو ومدير إنتاج ومعلم ومدير رئيسي للمركز الوطني للأفلام الوثائقية. عمل على ما يقرب من 70 فيلمًا في كل فئة تقريبًا من الأفلام الوثائقية: الثقافية والعلمية والفنية والوطنية والأخبار والإعلانية.

## مجموعة الثقافة والترفيه

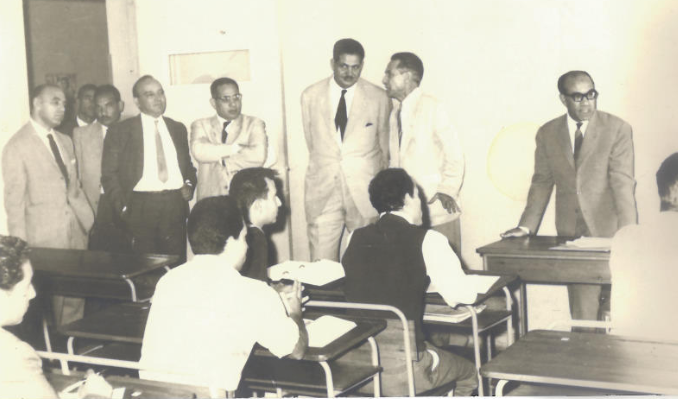
سعد نديم خلال محاضرة في معهد السينما

لم يكن سعد نديم مخرجًا فحسب، فعلى الرغم من اهتمامه الجاد بكل عناصر الأفلام الوثائقية، كانت رغبته في التغيير هي القوة التي دفعته نحو الأنشطة الثقافية. أسس سعد نديم وصلاح أبو سيف ومحمد عودة وأسعد حليم مجموعة أطلقوا عليها اسم "مجموعة الثقافة والترفيه". وعقدوا ندوات حيث ناقشوا قضايا جادة تتعلق بالأفكار والفن والواقع.
ازداد نشاطه العام بعد انتخابه أمينًا لنقابة السينما، حيث كان للنقابة دور تعليمي لأول مرة عام 1947 عندما نظم سعد نديم عروضًا كلاسيكية لسينما التمثيل الصامت الألمانية.

## رحلته إلى لندن
قررت الحكومة المصرية إرسال أربعة شبان إلى إنجلترا لدراسة الفروع المختلفة من بينهم سعد نديم للإخراج. كانت إنجلترا بالنسبة لسعد هي البلد الأم للأفلام الوثائقية التي تتكون من اتجاهات مختلفة وموجات ثقافية وخلفيات نفسية. كان سعد في حاجة إلى هذه المنحة بعد وفاة زوجته - بثينة النهري - الفنانة التي كان يشاركها تطلعاته وأنجب منها ابنه الأول عنان.
تحققت توقعات سعد نديم في إنجلترا حيث وجدفي لندن ازهارًا كبيرًا في صناعة الفيلم. اعتادت الجامعات في إنجلترا على تنظيم دورات أفلام غير مصدق عليها حيث يزود أحد رواد الصناعة الطلاب بخبرته النظرية والعملية وانضم سعد نديم إلى إحدى هذه الدورات في جامعة لندن.
التقى في المحاضرات بأحمد الحضري، وهو طالب هندسة مصري شاب ومشجع سينمائي كبير. - عميد المعهد السينمائي ومدير المركز القومي للثقافة السينمائية مستقبلًا . كان الحضري من الأعضاء البارزين في "النادي المصري" الذي كان يرعى شؤون الطلاب في إنجلترا، ويقدم للطلاب تذاكر مخفضة لحضور العروض المسرحية والمسرحيات الموسيقية، مما سمح لسعد نديم وصلاح عز الدين برفقة أحمد الحضري برؤية المسرح الكلاسيكي العالمي. وعندما التقى بالأب الروحي للأفلام الوثائقية جون غريرسون وتحدث معه عن شغفه بدراسة صناعة الأفلام الوثائقية، ألحقه بدورة شاملة لمدة عام ونصف في وحدة التصوير السينمائي الملحقة بـ"هيئة النقل". .
نمت علاقاته الاجتماعية مع صانعي الأفلام الوثائقية في لندن. وعندما جاء المخرج الإنجليزي السير آرثر إلتون، البارون العاشر الذي كان يعمل في شركة "شل" إلى مصر عام 1953، قام بزيارة الشركة في القاهرة وتحدث إلى العاملين في قسم السينما عن ذلك الرجل المصري الذي سيبني إرثًا كبيرًا في مصر في مجال صناعة الأفلام الوثائقية والتقى به في لندن ثم طلب من إدارة العلاقات العامة بالشركة الاستفادة من طاقته عند عودته من إنجلترا. التقى سعد في إنجلترا بزوجته الثانية شيلا، وأنجب منها طفلين ، رامي وماجدة.
1. هل تعلم عام 1946.
2. مدينة الصيد.
3. الخيول العربية 1947.
4. مصر الحديثة 1947.
5. صناعة السكر في مصر.
6. مصانع كفر الدوار.
7. الإسكندرية 1950.
8. القاهرة 1955.
9. أسوان 1959.
10. إلى حلوان 1959.
11. البحر الأحمر 1959.
12. كوم امبو.
13. إدفو.
14. يوم في الريف 1949.
15. الصناعة.
16. التحديث.
17. أجنحة ملونة 1949.
18. الاكتشافات الأثرية.
19. الشرطة العسكرية 1954.
20. في منطقة قناة السويس 1954.
21. توقيع اتفاقية الجلاء.
22. موكب النصر 1955.
23. السادس من أكتوبر 1974.
24. نحو تغذية أفضل، 1954.
25. رسالة الصحافة السورية 1955.
26. تنسيق القويرة.
27. قصة كتاب 1959.
28. بناء المستقبل 1955.
29. دع العالم يشهد.
30. احتفالات الجلاء 1956.
31. البترول في مصر.
32. سلسلة متحف الحضارة.
• أمادا وإيبريم.
• كلابشة وبيت الوادي.
• أبو سمبل.
• إنقاذ معبد فيلة.
33. متحف السكة الحديد.
34. سلسلة فن بلادنا.
35. النوبيون.
36. قصة من النوبة 1963.
37. رحلة الى سلسلة جبال النوبة عام 1961.
• فيلة.
• كلبشة وبيت الوالي.
• من دندر إلى الصبو 3.
• من عمادا إلى إبريم.
• أبو سمبل.
• تراث البشرية.
• حياة السكان.
38. الفنان راغب عياد 1965.
39. - الفن المصرى المعاصر 1969.
40. النحات المصري أنور عبد المولى 1970.
41. التفرغ الكامل في التصوير والنحت.
42. المصري في 50 عاما - 1975.
43. 10 أكتوبر والثقافة - 1975.
44. بحزان في الحديقة 1976.
45. عار على أمريكا.
46. نحن لسنا وحدنا.
47. شاهد عيان.
48. عدوان الأمة العربية 1968.
49. سلام لا استسلام 1957.
50. الطريق إلى السلام 1966.
51. الدفاع عن السلام 1972.
52. بلدي الجميل 1971.
53. قناة السويس 1979.
54. فك شفرة معبد فيلة 1975.
55. بين جزيرة فيلة وايجلكا 1977.
56. من فيلة إلى إيجلكا 1979.
57. ناشرون الأمراض 1948.
58. مستشفى المواساة 1949.
59. مياه الفيوم 1972.
60. حفريات الفيوم.
61. اتفاقية قناة السويس 1955.
62. الثقافة في طريق التطور 1960.
63. المولد 1965.
64. مهرجان الشباب 1974.

## الجوائز
- جائزة مراجعة الفيلم 1960.
- جائزة السيناريو والإخراج من وزارة الثقافة 1964.
- شهادة تقدير من مهرجان لايبزغ لـ "قصة من النوبة".